# هوليس فرامبتون
هوليس فرامبتون (بالإنجليزية: Hollis Frampton)‏ (و. 1936 – 1984 م) هو مخرج أفلام، وممثل، ورسام، ومصور أمريكي، ولد في ووستير، أوهايو، شارك في دوكومنتا 5 ‏، توفي في نيويورك، عن عمر يناهز 48 عاماً.

## وصلات خارجية
- هوليس فرامبتون على موقع IMDb (الإنجليزية)
- هوليس فرامبتون على موقع ألو سيني (الفرنسية)
- هوليس فرامبتون على موقع أول موفي (الإنجليزية)
- هوليس فرامبتون على موقع قاعدة بيانات الفيلم (الإنجليزية)
- هوليس فرامبتون على موقع كينوبويسك (الروسية)